# Horn (Behälter)

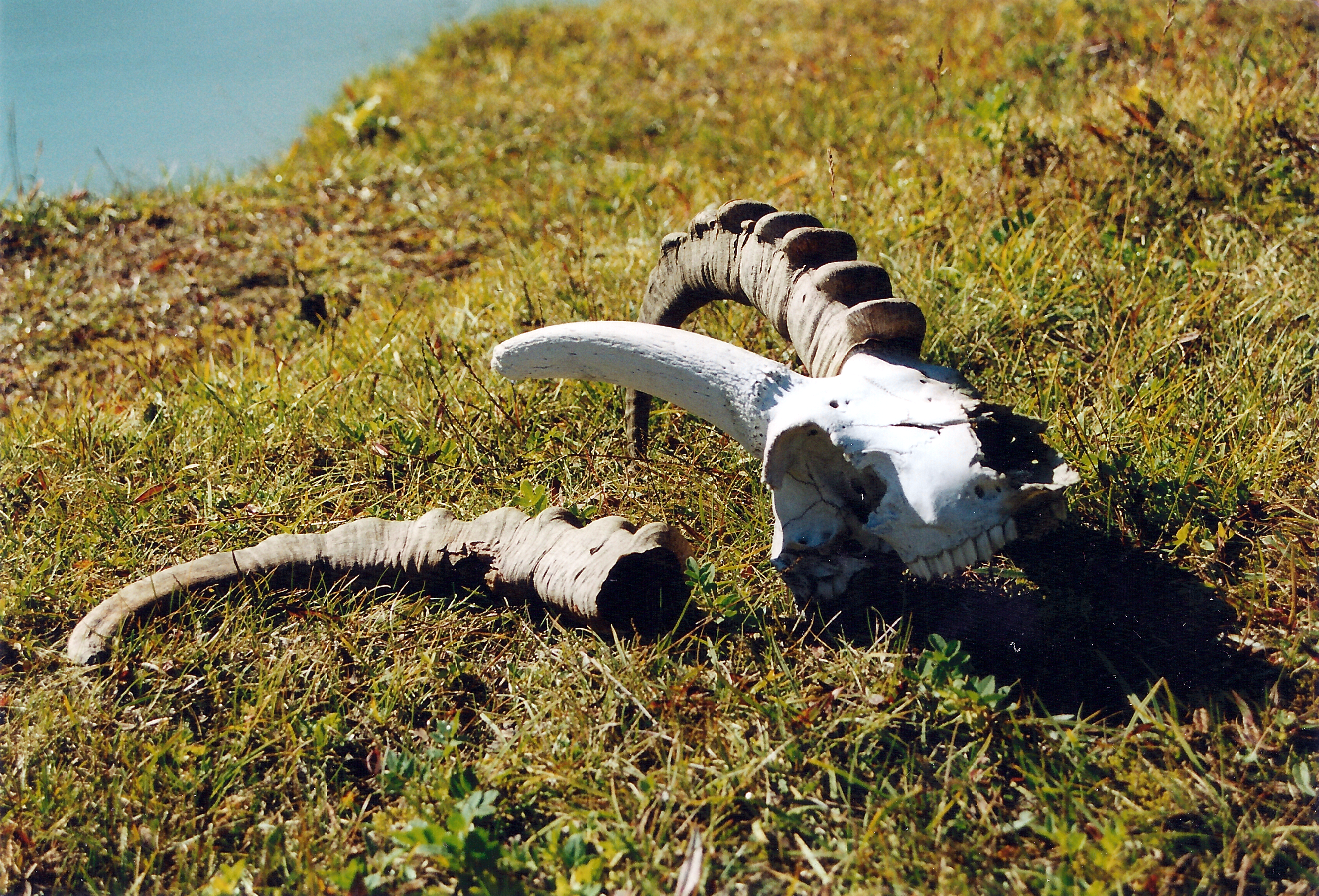
Horn abgelöst vom Schädel eines Steinbocks

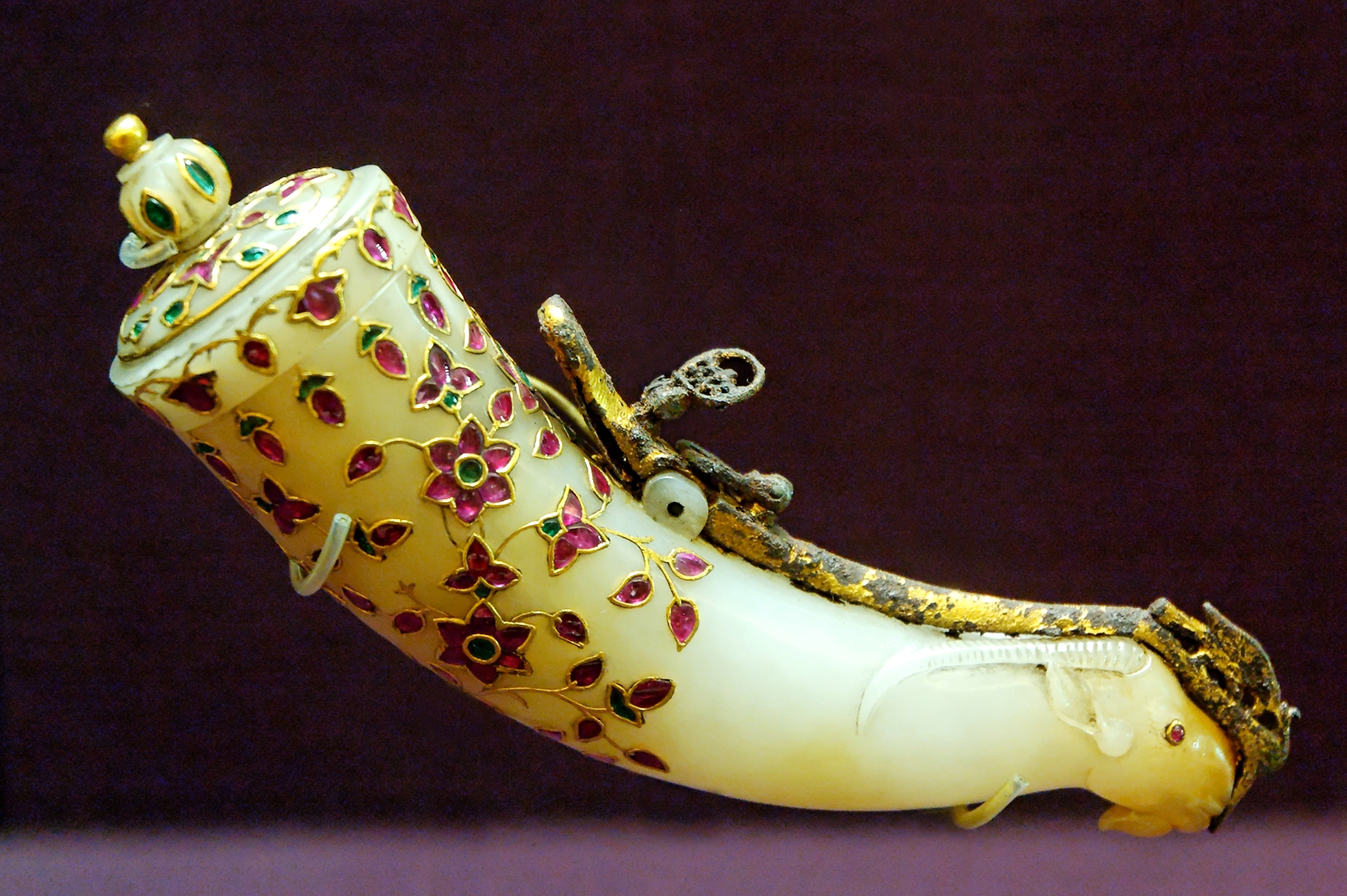
Indisches Pulverhorn, Louvre

Ein Horn ist ein aus Hörnern von Tieren hergestelltes oder in der Form entsprechendes Gefäß, das als Behältnis dient.
Bei Bovidae (Hornträgern, u. a. Rind, Antilope, Ziege, Schaf, Giraffe) ist das Horn ein hohler Überzug aus Hornsubstanz über einen Knochenzapfen. Dieses Gebilde löst sich leicht ab und wurde daher vielfältig als Gefäß genutzt.
Beispiele:
- Trinkhorn
- Pulverhorn für das Schießpulver
- für den Kumpf (Wasserbehälter für den Wetzstein) beim Mähen
- Salbhorn
- Malhorn

Das Horn ist eine beliebte gemeine Figur in der Heraldik und dazu gehören auch die Büffelhörner.

Ein Symbol für üppigen Reichtum ist das Füllhorn.